# أرتور كوزنيتسوف
أرتور كوزنيتسوف (بالأوكرانية: Кузнецов Артур Андрійович)‏ (9 مارس 1995 بزاباروجيا في أوكرانيا - ) هو لاعب كرة قدم أوكراني في مركز الدفاع. شارك مع منتخب أوكرانيا تحت 19 سنة لكرة القدم. أما مع النوادي، فقد لعب مع تشورنومورتس أوديسا وميتالوره زابورجيا.

## وصلات خارجية
- أرتور كوزنيتسوف على موقع اتحاد أوكرانيا (الإنجليزية)
- أرتور كوزنيتسوف على موقع قاعدة بيانات كرة القدم.إي يو (الإنجليزية)
- أرتور كوزنيتسوف على موقع Soccerway.com (الإنجليزية)
- أرتور كوزنيتسوف على موقع عالم كرة القدم.نت (الإنجليزية)